# نورث امریکن ایکس‌اف-۱۰۸ رپیر
نورث امریکن ایکس‌اف-۱۰۸ رپیر (به انگلیسی: North American XF-108 Rapier) یک هواپیمای ساختِ کارخانهٔ نورث امریکن اوییشن در کشور ایالات متحده آمریکا است. نخستین استفاده‌کنندهٔ این هواپیما نیروی هوایی ایالات متحده آمریکا بوده‌است.